# Мельницкий переулок
Ме́льницкий переу́лок — улица в центре Москвы в Таганском районе между Верхней Сыромятнической улицей и 2-м Сыромятническим переулком.

## Происхождение названия
В прошлом назывался Кривоярославский переулок; в этом названии было соединено указание на конфигурацию переулка («кривой») и на соседство с Полуярославской набережной, названной по суконной фабрике купца Полуярославцева. В 1914 году получил название по находившейся здесь в XVII веке Мельничной слободе, в 1750-е годы — Мельнишная улица в Сыромятниках.

## Описание

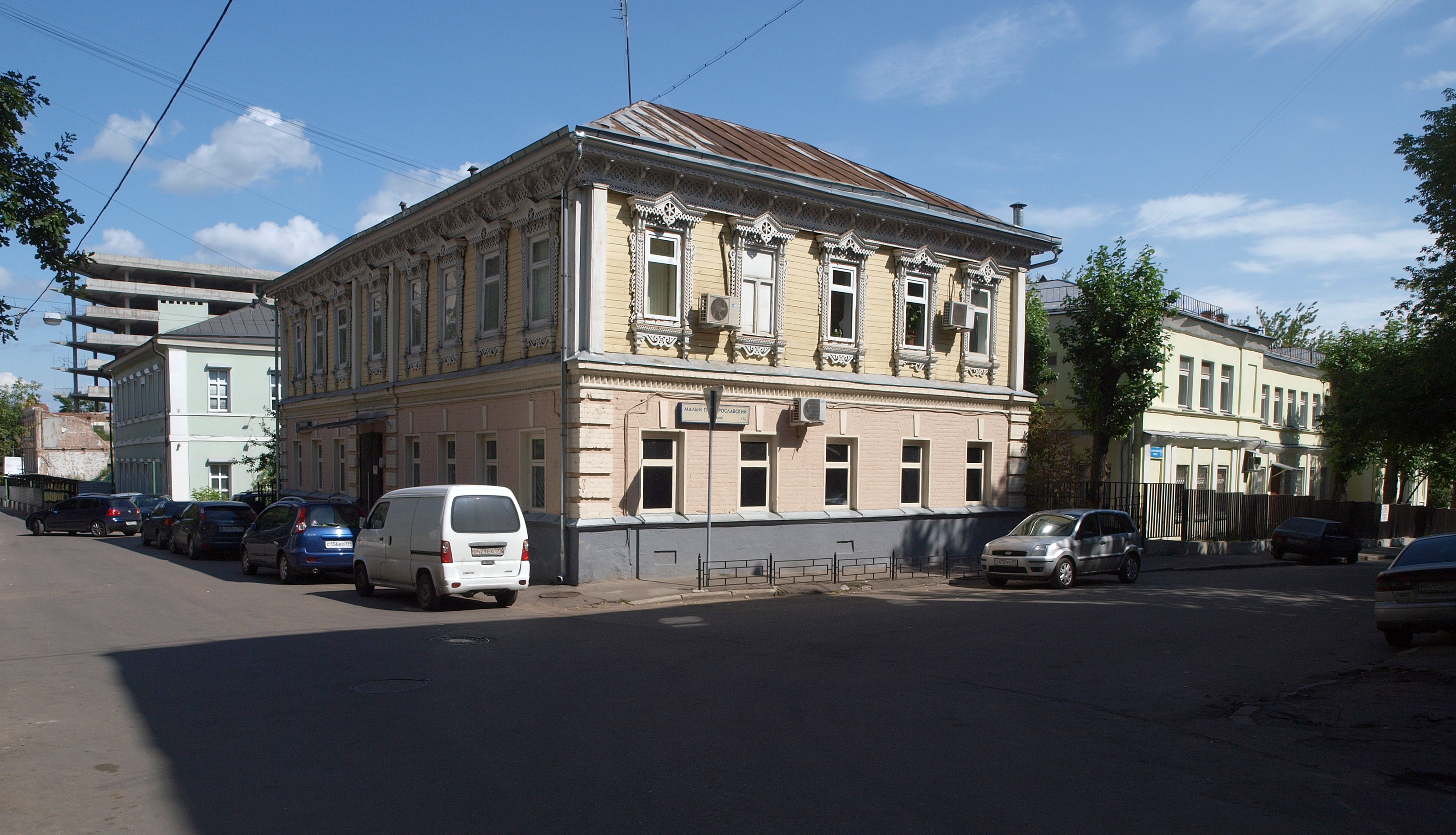
Угол Малого Полуярославского и Мельницкого переулков.

Мельницкий переулок начинается от Верхней Сыромятнической недалеко от Садового кольца, проходит на юг, затем резко поворачивает на северо-восток, справа к нему примыкает Малый Полуярославский переулок и выходит на 2-й Сыромятнический переулок практически у той же Верхней Сыромятнической. Таким образом, переулок фактически делает петлю у Верхней Сыромятнической.

## Здания и сооружения
По нечётной стороне:
- дом 1 — бывший 2-этажный детский сад. Дом построен в 1960-е одним из московских заводов. После 1989 года здание передавалось от одного собственника к другому. С 1990 года здесь находились альтернативная гимназия, турфирма. С 2001 года пустое, заброшенное здание, перепродано под банк (в 2006 году). Дом надстроен до шести этажей. Ныне офисное здание

По чётной стороне:
- дом 6 — 4-хэтажное здание. Построено в 1901 году. После 1917 г. коммунальные квартиры. После войны офисное здание. С 1990-х годов коммерческие структуры различных фирм. Ныне — Мособлстройкомплект;
- дом 8/1 — двухэтажное здание построено в 1889 году. Архитектор Херсонский. Принадлежал купеческой семье Тимофею и Марфе Скворцовым. 1 этаж — кирпич, второй этаж — деревянный. Верхние этажи сдавались внаем. В подвальном помещении размещалась небольшая фабрика серебряных изделий. После 1917 до 1980-х коммунальные квартиры. После расселения дома был дом был передан одному из московских заводов. Реконструкции 1998, 2019 годы. Ныне — Мостстройпроект.
- дом 10 — двухэтажное задание построено в 1860 году. В начале 20 века принадлежало купцам Скворцовым, затем перешло к наследникам Найденовым, Прохоровым, Лукутиным, Востряковым. После 1917 года коммунальные квартиры. Расселен до 1985 года. Различные арендаторы. С 1990 годов офисное здание. Реконструкция здания в 2000—2003 годы
- дом 12 (не сохранился) — деревянный дом постройки 1780-х годов стоял в переулке в котором в 13 (25) ноября 1810 году родился выдающийся русский хирург, педагог Николай Иванович Пирогов. Перед вступлением в Москву войск Наполеона семья Пироговых успела перебраться во Владимир, дом их сгорел в пожаре 1812 г. и вернувшись, Пироговы отстроились заново. На доме № 12 по Криво-Ярославскому, ныне Мельницкому переулку, который был построен на месте допожарного. Здесь Николай Пирогов прожил до 15 лет. В 1850 году дом был перестроен. Дом принадлежал Воздвиженским, которые продали его в 1900 году В. И. Грязнову. В 1900—1901 годах дом был перестроен и на месте старого деревянного дома был построен каменный частью в три, частью в два этажа. Дом постоянно сдавался в аренду жильцам. В 1898—1901 годы здесь жил прусский подданный Ливенталь Роберт. В 1917 году — Блохины. В 1920—1930-е годы надстроены 3 и 4 этажи и перестроены в коммуналки. В 1956 году новая реконструкция. После надстройки дом усел и 1 этаж стал полуподвальным. Последняя реконструкция здания была в 2002 году (ремонт фасада, замена труб). Пожар в помещении подвала во время сварочных работ (август 2002). Дом расселен в 2004—2005 годы. Здание снесено 23-24 июля 2006 года. В канун 100-летия со дня рождения Николая Ивановича Пирогова мемориальная доска из красного гранита установлена "Здесь родился Николай Иванович Пирогов 13 ноября 1810 года ". К 150-летию со дня рождения ученого доска была вновь отреставрирована, восстановлена на здании 25 ноября 1960 года. Во время реконструкции мемориальная доска снималась и вновь появлялась на здании в 2002 году. После слома дома 23-24 июля 2006 года мемориальная доска была передана в музей истории Москвы. С 2008 года на месте дома автостоянка.

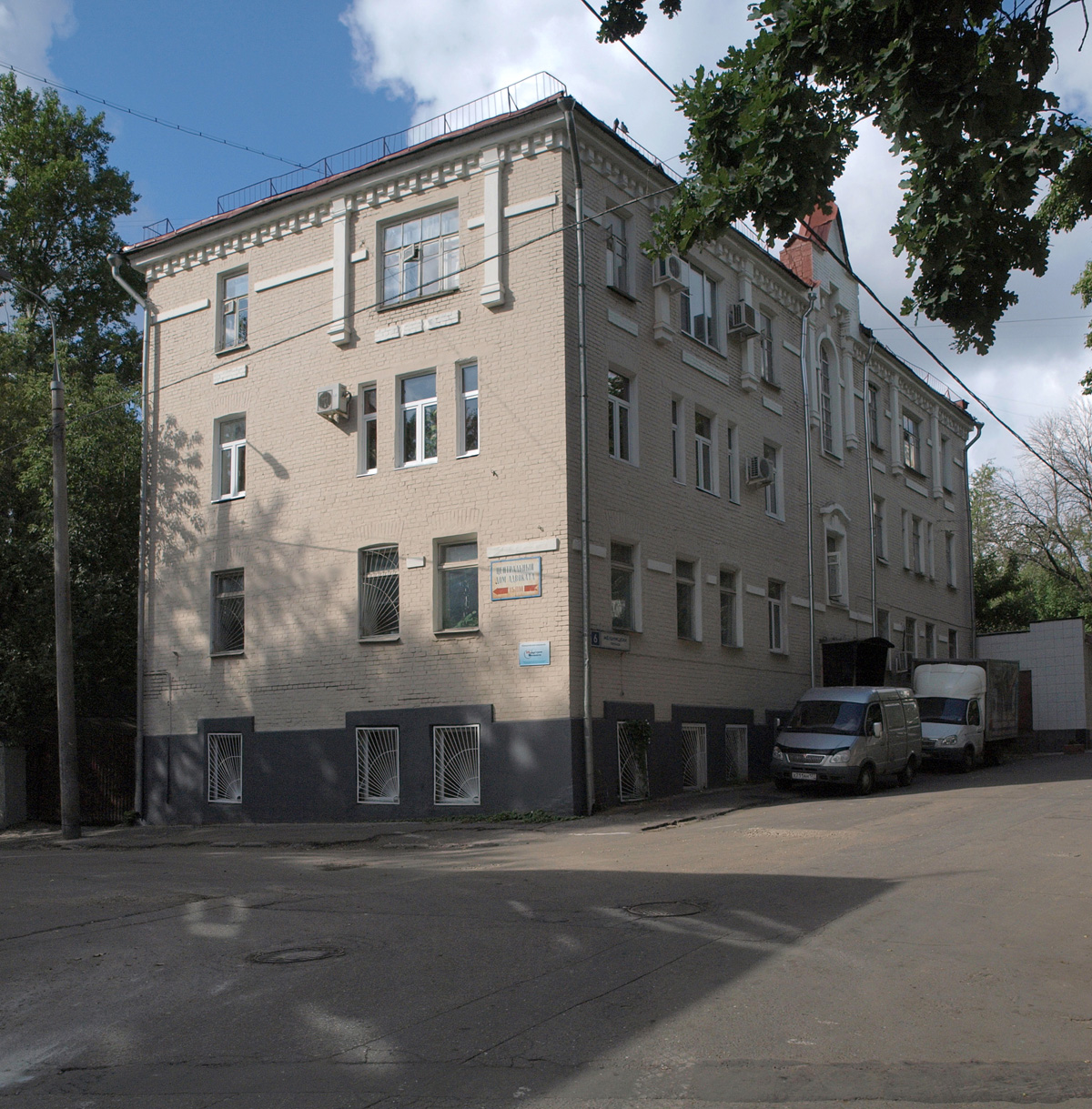
№ 6.
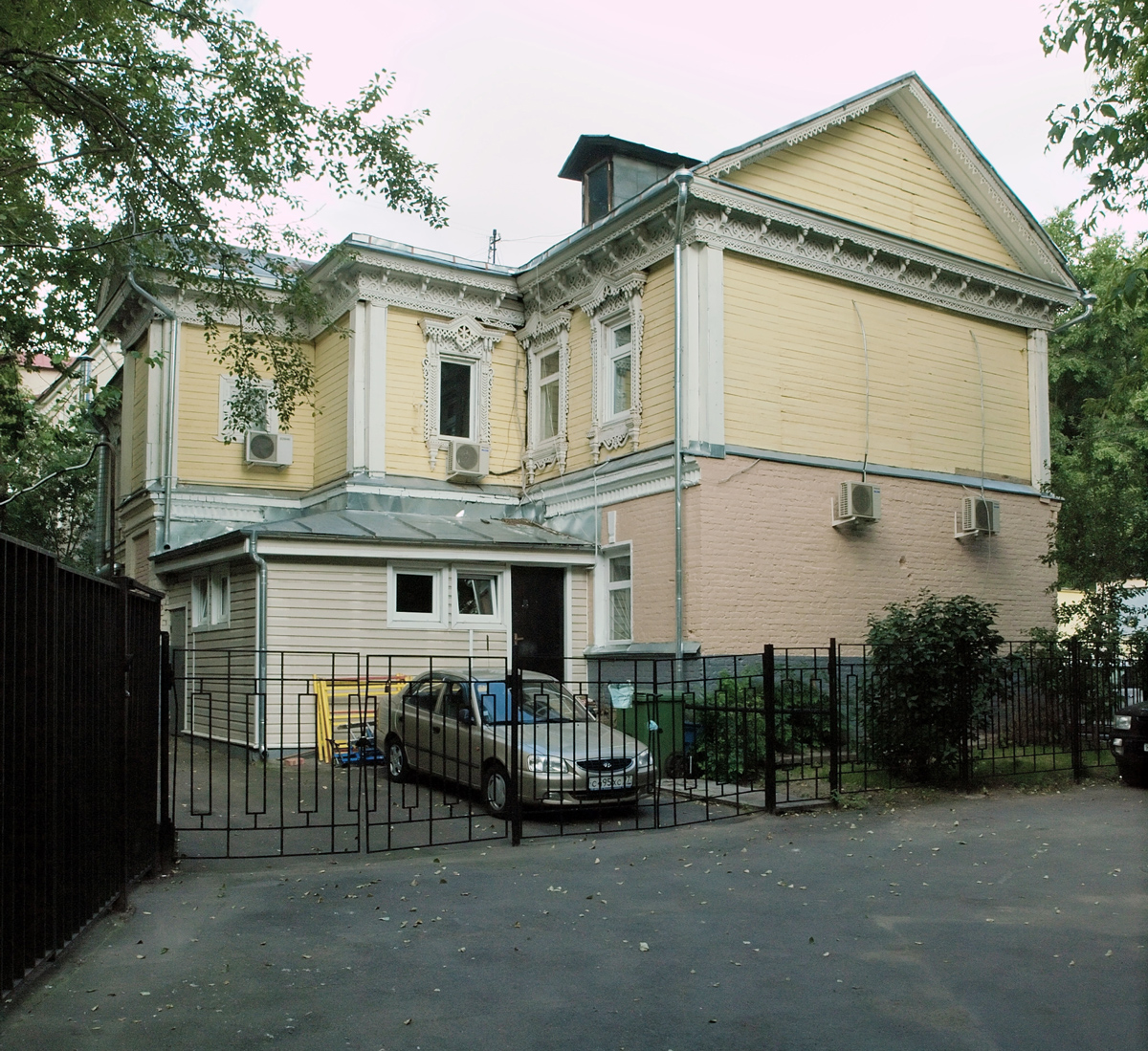
№ 8/1.
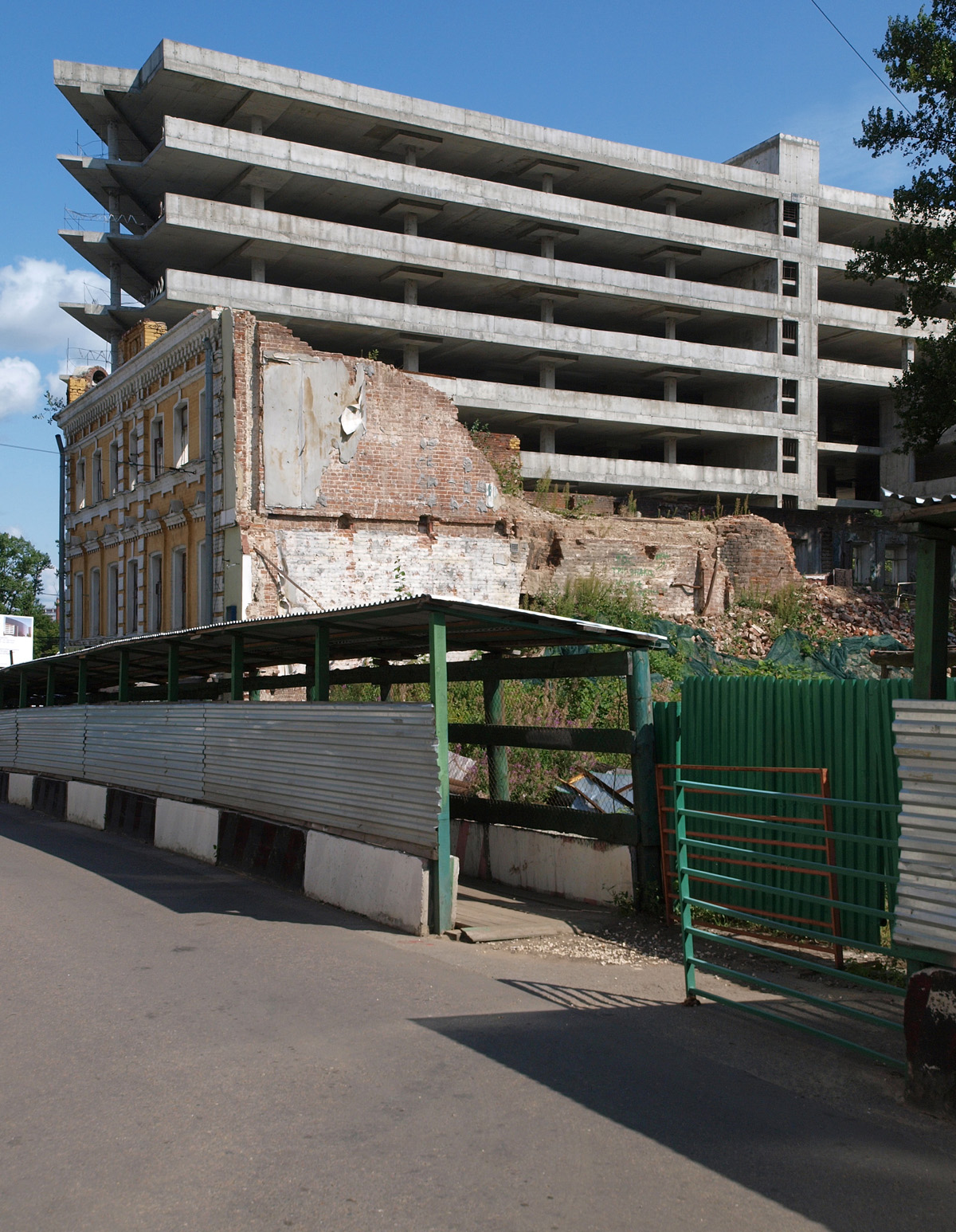
Выход на 2-й Сыромятнический (2009).

## Фильмы
- Москва. Мельницкий переулок, дом 12. История здания. (2021)